# 發光斯氏無鬚鱈
發光斯氏無鬚鱈為輻鰭魚綱鱈形目無鬚鱈科的其中一種。

## 分布
本魚分布於大西洋，從委內瑞拉至佛羅里達州及墨西哥灣北部。

## 深度
水深400~500公尺。

## 特徵
本魚體延長，前部較大，越往後越小，尾部則細如線。頭大，眼中大，無頦鬚，口端位，口大具長齒。背鰭兩個；臀鰭一個，背鰭及臀鰭的鰭條超過100枚，分別為背鰭的131枚及臀鰭的113枚。肛門在腹鰭之後，遠位於泄殖孔前方；泄殖孔僅位於臀鰭前方；頭部及軀幹部具複雜的發光器官系統；無尾鰭。體呈銀白色，體長可達30公分。

## 生態
喜棲息在大陸棚的斜坡，常出現於密西西比河之河口外的崎嶇陡坡。其餘習性不詳。

## 經濟利用
無經濟價值，產量不多。